# 天主教奧奇教區
天主教奧奇教區 （拉丁語：Dioecesis Auchiana）是尼日利亞一個羅馬天主教教區，屬貝寧城總教區。
教區成立於2002年11月6日，位於埃多州東北部。2012年有教友100,403人（佔轄區人口11.3%）、三十六個堂區、五十六名司鐸。現任教區主教為嘉俾厄爾‧吉亞科莫‧杜尼亞。